# Catherine Corsini
Catherine Corsini (Dreux, 18 de maio de 1956) é uma roteirista, cineasta e atriz francesa.